# Jacques Kingambo
Jacques Kingambo, właśc. Jacques Kinkomba Kingambo (ur. 4 stycznia 1962 w Mabulu) – kongijski piłkarz występujący na pozycji pomocnika.

## Kariera klubowa
Kingambo karierę rozpoczynał w 1982 roku w drugoligowym belgijskim zespole Eendracht Aalst. Jego barwy reprezentował do 1984 roku. Następnie grał w pierwszoligowych klubach RFC Seraing oraz Sint-Truidense VV, z którym w sezonie 1990/1991 spadł do drugiej ligi. W 1992 roku wrócił do pierwszej ligi, zostając zawodnikiem RFC Liège. Występował tam przez trzy lata, a później grał w trzecioligowym RCS Verviétois, a także w czwartoligowym Jeunesse Rochefortoise, gdzie w 1999 roku zakończył karierę.

## Kariera reprezentacyjna
W 1988 roku Kingambo został powołany do reprezentacji Zairu na Puchar Narodów Afryki, zakończony przez Zair na fazie grupowej. Zagrał na nim w meczach z Marokiem (1:1), Wybrzeżem Kości Słoniowej (1:1) i Algierią (0:1).
W 1992 roku ponownie wziął udział w Pucharze Narodów Afryki. Wystąpił na nim w spotkaniach z Marokiem (1:1), Kamerunem (1:1) i Nigerią (0:1), a Zair osiągnął ćwierćfinał turnieju.